# Molnár László (néprajzkutató)
Molnár László (Püspökladány, 1916 – Budapest, 1998) magyar néprajzkutató.

## Életrajz
Édesapja Molnár Lajos, édesanyja Sőrés Eszter.
Hetedik gyerekként született, fiatal éveit Sárrétudvariban töltötte. Kántor tanító szeretett volna lenni, de 6 elemi iskolánál többet nem végezhetett. Kitanulta a borbély mesterséget.
Szépen énekelt és megtanult hegedülni, ahogy elmesélte, egy zenetanárt egy évig ingyen nyírt és borotvált, hogy leckét adjon neki. Fiatalon a Ladányi futball csapatban játszott, beceneve "Kanyar" volt, mert jobb szélsőként, váratlan és gyors felfutásai jellegzetes játékstílusa alapján társai úgy találták, hogy megérdemli a megkülönböztetését. Közvetlen a háború kitörése előtt katonai  éveit tölti Szolnokon. Majd a mozgósítás nyomán részt vesz a II. világháborúban mint lovas tüzér, őrvezető rangot kap. Harcokban is részt vesz, nyakán szilánksérülést kap. Az erdélyi bevonulás, visszavonulásba menve át, fokozatosan elérik Budapestet. A Budai- várban esik fogságba a Logodi utcában. Mint hadifogoly két és fél évet tölt Sokolban  (Szovjetunió) A fogolytáborban németek, olaszok, magyarok között, fodrász mesterségét kihasználva, a megalakult Fogoly színjátszók, színházi festője.

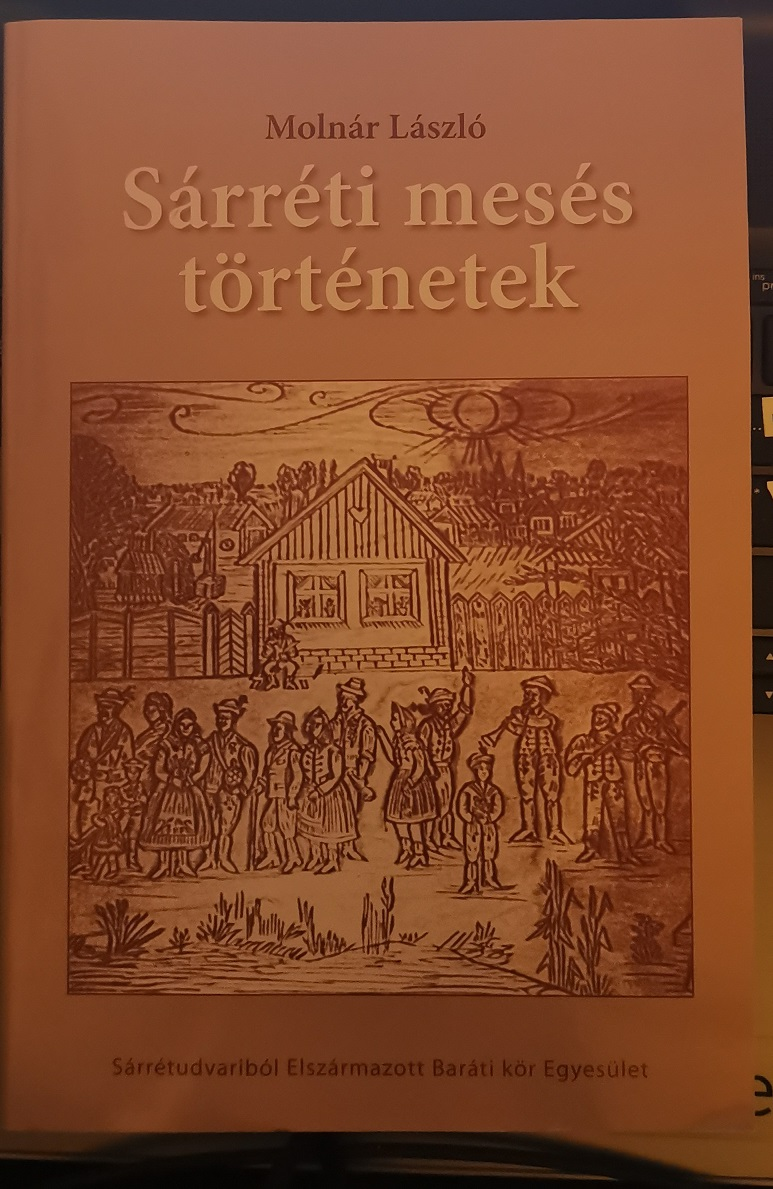
Adomák, történetek, mesék…

1948-ban hazakerül Sárrétudvariban és férfifodrászként dolgozik. A néprajz gyűjtést, kedvtelésből végzi, de elbeszélése szerint szeretete a szülőföldhöz és az ott élő emberekhez, sarkalta arra, hogy feljegyezze a falu, jó beszédű embereinek meséit, adomáit, szólásait.
Fokozatosan gyűlnek jegyzetei és most már  a néhány jegyzet, egy egyre gyarapodó néprajzi gyűjteménnyé szaporodik.
Sárrétudvari híres paraszt költője Nagy Imre (Tücsök a máglyán) és Szűcs Sándor volt hatással rá és utat mutatott az alkotás és értékteremtés, adatmentés fontosságáról.
1949-ben házasságot kötött Szalay Magdolnával, gyermekük László és Ferenc. 1956-ban Budapestre települnek, itt férfifodrászként dolgozik. A munka mellett írja emlékezetből és jegyzetei alapján a Sárréti meséket, történeteket, szólásokat, adomákat, vicces tréfás szokásokat. Ír a komencióról. TV-játékot szeretne írni a „Fél üveg orvosság” novellájából, de a történet csak kéziratban maradt fenn.
Sikeresen pályázik gyűjtéseivel. Levelezést folytat Veres Péterrel, Szűcs Sándorral, Szabó Pállal, Nagy Imrével, Erdei Ferenccel, Hegyesi Jánossal.
Szabad idejében fafaragással múlatja az idejét. Kifaragja ékfaragásban az utolsó sárréti betyárt, Kis Víg Miskát és Sinka István portréját. A Szeghalmi Múzeumnak ajándékozza faragásainak egy részét, megfaragja a pákászt, a réti embert, "Lakodalmas menet" (Sárrétudvari).

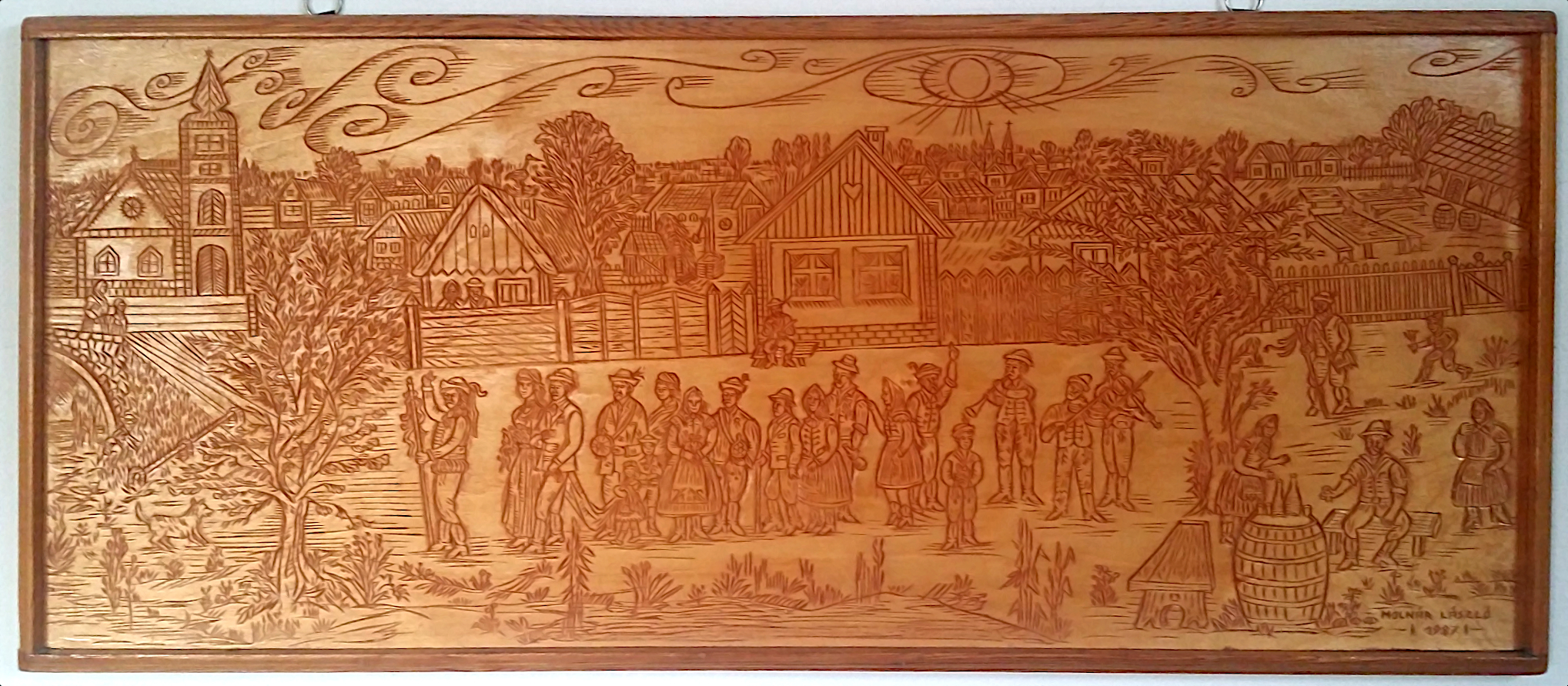
Lakodalmas menet

Életében egyetlen sora sem jelent meg nyomtatásban. 1998-ban halt meg Budapesten.
A kéziratokat Sárrétudvariban a Községháza irodájában találta meg Korán Istvánné Szőke Ilona, egy elhagyatott  dossziéban. Koráné Szőke Ilona sajtó alá rendezte, és kiadatta  a Sárrétudvariból Elszármazott Baráti Köre Egyesület támogatásával. , – 2007-ben  – posztumusz gyűjteményes kötet a "Sárréti mesés történetek" címmel 280 példányban.
Unokája Molnár Szilvia (Sz:1984) irodalmi próbálkozásai sikeresek.(http://flavorwire.com/464386/szilvia-molnars-the-man-the-writer-and-his-cigarette-series-is-hilarious)  Első megjelent könyve: Soft Split http://www.szilviamolnar.com 2015 ISBN 978-1-892061-76-83
https://www.penguinrandomhouse.com/books/705245/the-nursery-by-szilvia-molnar/

## Díjai
- 1950-ben a szabad Föld nagy pályázatán dicsérő elismerést kap, gyűjtő munkájáért.
- 1962-63, Országos néprajzi és nyelvjárási gyűjt pályázatán III.dij
- 1963-64, Országos néprajzi és nyelvjárási gyűjt pályázatán II.dij
- 1965 Országos néprajzi és nyelvjárási gyűjt pályázatán III.dij,
- 1966 évben a Magyar Néprajzi Társaság tagjává választja.
- 1967. Országos néprajzi és nyelvjárási gyűjt pályázatán III.dij
- 1970, Országos néprajzi és nyelvjárási gyűjt pályázatán, Dicséretben részesül.